# بيت ليتلفورد
بيت ليتلفورد (بالإنجليزية: Beth Littleford)‏ هي ممثلة أمريكية، ولدت في 17 يوليو 1968 بناشفيل في الولايات المتحدة. بدأت مشوارها المهني سنة 1996.

## أعمال

### أفلام
- (2007)  سباق مع الوقت
- (2011) حب مجنون، أحمق[4]
- (2013) فيلم 43[5]

### مسلسلات
- أميريكان داد!
- ألتيمت إليين[6]
- إليين فورس
- جوي
- دامو ستحيل
- ذا ديلي شو
- ذا كليفلاند شو
- قواعد الارتباط

## وصلات خارجية
- بيت ليتلفورد على موقع IMDb (الإنجليزية)
- بيت ليتلفورد على موقع ألو سيني (الفرنسية)
- بيت ليتلفورد على موقع أول موفي (الإنجليزية)
- بيت ليتلفورد على موقع قاعدة بيانات الأفلام السويدية (السويدية)
- بيت ليتلفورد على موقع إن إن دي بي (الإنجليزية)
- بيت ليتلفورد على موقع قاعدة بيانات الفيلم (الإنجليزية)
- بيت ليتلفورد على موقع كينوبويسك (الروسية)